# Certeju de Sus
Certeju de Sus (en hongrois : Felsőcsertés) est une commune du Județ de Hunedoara en Transylvanie, (Roumanie).

## Histoire
La rupture du barrage de Certej, le 30 octobre 1971, a entraîné la mort de 89 personnes.